# Bat*21
Bat*21 è un film del 1988 diretto da Peter Markle, interpretato da Gene Hackman e Danny Glover.
Il film è basato sull'omonimo romanzo di William Charles Anderson che tratta di un episodio realmente accaduto di cui è stato protagonista il Tenente colonnello USAF Iceal Hambleton durante la guerra del Vietnam.

## Trama
Il Tenente colonnello Iceal E. "Gene" Hambleton, specialista in guerra elettronica ed appassionato giocatore di golf, mentre stava effettuando una partita con il Maggiore Jake "Scotty" Scott, viene prelevato con un elicottero assieme all'amico per presenziare ad un importante briefing. Un accentramento di mezzi militari nordvietnamiti scoperto dall'intelligence prelude ad una probabile offensiva da parte del nemico. L'operazione proposta dal Colonnello George Walker prevede un massiccio invio dell'aviazione per bombardare a tappeto la zona, ma Hambleton risponde che sarebbe il caso di mandare in avanscoperta un ricognitore d'alta quota in grado di scoprire le eventuali minacce SAM avversarie. Per ironia della sorte il Colonnello decide di approvare questa opzione scegliendo proprio Hambleton e il maggiore Scott nell'equipaggio. Durante la ricognizione però l'imprevista scoperta di postazioni antiaeree più a sud di quanto pensassero causa l'abbattimento dell'aereo e la perdita di tutto l'equipaggio tranne Hambleton che da quel momento scopre suo malgrado la crudezza dei combattimenti in prima linea.
L'importanza strategica della cattura di Hambleton da parte dei nordvietnamiti spinge gli statunitensi ad effettuare un'operazione di recupero affidata ad un apposito reparto. Ad Hambleton viene assegnato il nome in codice "Bat 21" che da quel momento viene assistito dal Capitano Bartholomew "Birddog" Clark, in volo con l'agile ricognitore Cessna O-2 Skymaster. Benché gli fosse stato ordinato di rimanere nell'area, la consapevolezza dell'imminente attacco e la perfetta conoscenza dei campi di golf dove giocava normalmente, suggerì ad Hambleton di studiare un percorso che lo porterà distante dalla posizione in cui si era paracadutato. Tra "Birddog" e "Bat 21" nascerà un rapporto di amicizia che porterà il Capitano a promettere il suo recupero a qualsiasi costo. Intanto una nuova complicazione era sopraggiunta; Il comando USAF decide di effettuare il bombardamento dell'area e concede solamente un giorno di ritardo sulla data pattuita di recupero. Comincia così una corsa contro il tempo funestata da episodi avversi ad Hambleton e che potrebbero comprometterne definitivamente il recupero ma grazie alla caparbietà dei due questo viene scongiurato infine con il promesso recupero.

## La vera storia del Bat 21[1]
Nell'aprile 1972 un aereo da guerra elettronica Douglas EB-66 Destroyer, nome in codice “Bat 21”, venne abbattuto da un missile contraereo SA-2 Guideline sulla zona di confine tra Vietnam del nord e Vietnam del sud durante una missione di scorta ECM in appoggio ad alcuni bombardieri Boeing B-52 Stratofortress.
L'unico superstite fu il navigatore, il tenente colonnello Iceal Hambleton, che rimase isolato in un territorio controllato dai nordvietnamiti. Hambleton aveva in precedenza ricoperto degli incarichi nello Strategic Air Command per cui era a conoscenza di una grande quantità di informazioni.
Venne quindi deciso di tentare un'operazione di recupero (Combat Search and Rescue, CSAR), intanto 
Hambleton per sfuggire alla cattura restava nascosto di giorno muovendosi solo di notte, comunicando via radio indicava i suoi spostamenti facendo riferimento alle buche di un campo da golf.
Alcuni aerei ed elicotteri vennero utilizzati per mantenere il contatto con Hambleton e tentare di localizzarlo e recuperarlo. Un primo tentativo di recupero fallì, due elicotteri Bell UH-1 vennero abbattuti. Il 5 aprile venne abbattuto un OV-10 Bronco, uno degli uomini d'equipaggio venne recuperato e l'altro catturato.
Il 6 aprile un elicottero Sikorsky HH-53C (68-10365), nome in codice “Jolly Green 67”, venne abbattuto, non ci furono superstiti. Il 7 aprile venne abbattuto un altro OV-10 Bronco, i due uomini d'equipaggio vennero dichiarati dispersi. I tentativi di recupero continuarono con l'impiego anche di forze speciali, alla fine un Navy SEAL ed un ranger sudvietnamita riuscirono a raggiungere Hambleton che venne recuperato dopo undici giorni in territorio nemico.